# Ratold Italijanski
Ratold je bil kralj Italije, ki je vladal približno mesec dni leta 896. Bil je nezakonski sin vzhodnofrankovskega kralja Arnulfa Koroškega. Njega in njegovega polbrata Cventibolda Fuldski letopisi opisujejo kot sinova konkubin (ex concubinis). Njuni materi nista imenovani, njun status pa je bil znižan na status konkubinata morda šele po Arnulfovi poroki z Uoto leta 888. Prvotno sta bili morda Friedelehen - "poročeni na podlagi soglasja", se pravi v  neke vrste zunajzakonski zvezi.
Datum njegovega rojstva ni znan. Ko je bil imenovan za vladarja Italije, je bil morda že v zrelih letih. Leta 889 je Arnulf prepričal vzhodnofrankovsko plemstvo, naj prizna Cventibolda in Ratolda za njegova dediča, če v njegovem zakonu ne bo rojen zakonski sin. Arnulf je verjetno načrtoval zagotoviti podkraljestvi za svoja nezakonska sinova - Lotaringijo za Cventibolda in Italijo za Ratolda, medtem ko je Vzhodno Frankovsko zadržal za svojega zakonskega sina. Potem ko je bil Arnulf leta 896 v Rimu okronan za cesarja, je zbolel in se do maja hitro vrnil v Nemčijo. Po zapisih v Fuldskih letopisih je "pri Milanu pustil svojega malega sina, imenovanega Ratold, ki mu ga je rodila priležnica, da bi sprejel zvestobo italijanskega ljudstva". Nekoliko nejasen zapis v Fuldskih letopisih dopušča razlago, da je bil Ratold očetov namestnik ali polnopravni podkralj Italije.  Kmalu po Arnulfovem odhodu je njegov tekmec, vojvoda Lambert II. Spoletski, prevzel oblast v Italiji in Ratold ni več omenjen.
Frankovsko plemstvo je leta 897 za Arnulfovega naslednika priznalo njegovega zakonitega sina Ludvika Otroka.